# Championnat d'Irak de football 1990-1991
Navigation
Saison précédente Saison suivante
La saison 1990-1991 du Championnat d'Irak de football est la dix-septième édition de la première division en Irak, l' Iraqi Premier League. La compétition se déroule sous la forme d'une poule unique où les seize meilleurs clubs du pays s'affrontent deux fois au cours de la saison, à domicile et à l'extérieur. À l'issue de la compétition, les deux derniers du classement sont relégués et remplacés par les quatre meilleurs clubs de deuxième division.
C'est le club d'Al-Zawra'a SC qui remporte le championnat cette saison après avoir terminé en tête du classement final, avec cinq points d'avance sur Talaba SC et sept sur Al Shorta Bagdad. C'est le quatrième titre de champion d'Irak de l'histoire du club, qui réussit même le doublé en s'imposant en finale de la Coupe d'Irak face à Al Jaish Bagdad.
Plusieurs événements ont marqué la saison. D'abord, deux des plus grands clubs du pays changent de nom durant la compétition : Al Rasheed devient Al-Karkh SC et Al Tayaran Bagdad prend le nom d'Al Qowa Al Jawia Bagdad. Ensuite, trois formations quittent le championnat à la fin de la phase aller : Al Jaish Bagdad, Arbil SC et Bahri FC. Pour pallier ces forfaits, c'est une sélection de jeunes joueurs irakiens qui s'engagent en championnat, qui se termine donc avec 14 équipes.

## Les clubs participants
| - Arbil SC - Al Sina'a Bagdad - Al Shorta Bagdad - Najaf FC - Al Nafat Bagdad - Bahri FC - Samarra FC - Tijara FC - Promu de D2 | - Al Shabab Bagdad - Al Qowa Al Jawia Bagdad - Al-Zawra'a SC - Talaba SC - Al-Karkh SC - Al Jaish Bagdad - Al Salikh - Al Mina'a Bassora - Promu de D2 |

## Compétition
Le barème de points servant à établir les classements se décompose ainsi :
- Victoire : 2 points
- Match nul : 1 point
- Défaite : 0 point

### Classement
| Rang | Équipe                   | Pts | J  | G | N | P | Bp | Bc | Diff |
| ---- | ------------------------ | --- | -- | - | - | - | -- | -- | ---- |
| 1    | Al-Zawra'a SCC           | 46  | 28 |   |   |   |    |    |      |
| 2    | Talaba SC                | 41  | 28 |   |   |   |    |    |      |
| 3    | Al Shorta Bagdad         | 39  | 28 |   |   |   |    |    |      |
| 4    | Al-Karkh SC              | 38  | 28 |   |   |   |    |    |      |
| 5    | Al Nafat Bagdad          | 35  | 28 |   |   |   |    |    |      |
| 6    | Al Qowa Al Jawia BagdadT | 32  | 28 |   |   |   |    |    |      |
| 7    | Najaf FC                 | 26  | 28 |   |   |   |    |    |      |
| 8    | Al Mina'a BassoraP       | 23  | 28 |   |   |   |    |    |      |
| 9    | Samarra FC               | ??  | 28 |   |   |   |    |    |      |
| 10   | Al Salikh                | 21  | 28 |   |   |   |    |    |      |
| 11   | Al Shabab Bagdad         | 20  | 28 |   |   |   |    |    |      |
| 12   | Tijara FCP               | 17  | 28 |   |   |   |    |    |      |
| 13   | Sélection d'Irak         | 13  | 28 |   |   |   |    |    |      |
| 14   | Al Sina'a Bagdad         | 13  | 28 |   |   |   |    |    |      |
| 15   | Arbil SC forfait         |     | 15 |   |   |   |    |    |      |
| 16   | Al Jaish Bagdad forfait  |     | 15 |   |   |   |    |    |      |
| 17   | Bahri FC forfait         |     | 15 |   |   |   |    |    |      |

|  | Champion d'Irak 1991                                                                |
|  | Relégation directe en deuxième division                                             |
|  | T : Tenant du titre C : Vainqueur de la Coupe d'Irak P : Promu de deuxième division |

## Bilan de la saison
| Championnat d'Irak de football 1990-1991   |                                                                     |
| Champion                                   | Al-Zawra'a SC (4e titre)                                            |
| Coupes et trophées                         |                                                                     |
| Vainqueur de la Coupe d'Irak 1990-1991     | Al-Zawra'a SC                                                       |
| Qualifications continentales               |                                                                     |
| Coupe d'Asie des clubs champions 1991-1992 | Aucun                                                               |
| Coupe des Coupes 1991-1992                 | Aucun                                                               |
| Promotions et relégations                  |                                                                     |
| Promus en Iraqi Premier League             | Khutot FC Al-Amana Bagdad Salam FC Mossoul FC Salahaddin FC Koot FC |
| Relégués en Iraqi Second League            | Al Jaish Bagdad                                                     |
| Relégués en Iraqi Second League            | Bahri FC                                                            |